# Lophopoenopsis singulare
Lophopoenopsis singulare är en skalbaggsart som beskrevs av Julius Melzer 1931. Lophopoenopsis singulare ingår i släktet Lophopoenopsis och familjen långhorningar. Inga underarter finns listade i Catalogue of Life.